# Aloys Krieg
Aloys Krieg (* 14. Dezember 1955 in Ostbevern) ist ein deutscher Hochschullehrer und Mathematiker.

## Leben
Nach dem Abitur am  Gymnasium Laurentianum in Warendorf studierte er an der Westfälischen-Wilhelms-Universität in Münster Mathematik mit dem Nebenfach Betriebswirtschaftslehre, promovierte 1983 mit der Arbeit Modulfunktionen auf dem Quaternionen-Halbraum bei Max Koecher und habilitierte sich dort 1989, nachdem er 1987/88 als Visiting Assistant Professor an der University of California, San Diego gelehrt hatte.
1992 wurde Krieg mit dem Bennigsen-Foerder-Preis des Landes Nordrhein-Westfalen ausgezeichnet. Von 1993 bis zu seiner Pensionierung 2024 war er Inhaber des Lehrstuhls A für Mathematik an der RWTH Aachen, zunächst als C4-Professor und ab 2016 als W3-Professor. Sein Arbeitsgebiet ist die analytische Zahlentheorie, insbesondere die Theorie der Modulformen in mehreren Variablen.
Von 1997 bis 2004 war er Herausgeber des Jahresberichts der DMV und Mitglied im Präsidium der DMV. In den Jahren 2000 bis 2004 war er Dekan der Fakultät für Mathematik, Informatik und Naturwissenschaften und von 2006 bis 2008 Sprecher der Gruppe der Professorinnen und Professoren der RWTH. Darüber hinaus war er Mitglied des Kuratoriums der Friedrich-Wilhelm-Stiftung und Mitherausgeber des International Journal of Mathematics and Mathematical Sciences.
Von 2008 bis 2024 bekleidete er das Amt des Prorektors für Lehre an der RWTH Aachen. In seine Amtszeit fiel 2017 die Auszeichnung der RWTH Aachen mit dem Genius Loci-Preis für Lehrexzellenz des Stifterverbandes und der VolkswagenStiftung.
Seit 2014 gehört er dem Hochschulrat der Hochschule Rhein-Waal an und ist seit 2017 dessen Vorsitzender. Von 2017 bis 2021 war er Mitglied im Verwaltungsrat für das Studierendenwerk Aachen. 2025 wurde er zum Vorstandsvorsitzenden von ACQUIN gewählt.

## Veröffentlichungen
- The Minnesota Notes on Jordan Algebras and Their Applications, Max Koecher, Herausgeber Aloys Krieg, Sebastian Walcher, Lecture Notes in Mathematics 1710, Springer, Berlin 1999, ISBN 3-540-66360-6
- Ebene Geometrie, 3. Aufl., Max Koecher, Aloys Krieg, Springer, Berlin 2007, ISBN 978-3-540-49327-3
- Elliptische Funktionen und Modulformen, 2. Aufl., Max Koecher, Aloys Krieg, Springer, Berlin 2007, ISBN 978-3-540-49324-2
- Elliptic Functions and Modular Forms, Max Koecher, Aloys Krieg, Universitext, Springer, Berlin 2025, ISBN 978-3-662-71223-8